# Tongariro-Nationalpark
Der Tongariro-Nationalpark (englisch Tongariro National Park) ist der älteste Nationalpark Neuseelands. Der sich im Zentrum der Nordinsel erstreckende Park gehört sowohl zum Weltkultur- als auch zum Weltnaturerbe der UNESCO.
Der Tongariro-Nationalpark ist der viertälteste Nationalpark weltweit. Im Zentrum des Parks befinden sich drei aktive Vulkane: der Tongariro (1968 m), der Ngauruhoe (2291 m) und der Ruapehu (2797 m).
Auf dem Gebiet des Nationalparks befinden sich mehrere Kultstätten der Māori, die die Vulkane als heilig verehren.

## Geographie

### Lage
Der Tongariro-Nationalpark befindet sich im Zentrum der Nordinsel und umfasst heute eine Fläche von 786,18 km². Die Straßenentfernung zum nördlich gelegenen Auckland beträgt etwa 330 km, zu Wellington im Süden 320 km. Der Nationalpark bildet den größten Teil des so genannten Central Volcanic Plateau. Nordnordöstlich des Nationalparks befindet sich der Lake Taupō, direkt östlich die Kaimanawa Berge, während weiter westlich der Whanganui fließt (mit dem gleichnamigen Nationalpark in der Mitte).
Der größte Teil des Tongariro-Nationalparks befindet sich im Ruapehu District, der Manawatū-Whanganui, nur der Nordosten gehört zum Taupō District der (Region Waikato und im Osten zur Region Hawke’s Bay).

### Ausdehnung
Der Park umfasst das Bergmassiv der drei Vulkane Tongariro, Ngauruhoe und Ruapehu. Außerdem gehören noch der Rotopounamusee sowie die Berge Pihanga und Kakaramea (Pihanga Scenic Reserve), die aber circa drei Kilometer nördlich des eigentlichen Parkgebietes liegen, zum Nationalpark.
Unmittelbar an der Grenze des Parks liegen das Dorf National Park und der Ort Ohakune, etwas weiter entfernt Tūrangi, Waiouru sowie Raetihi. Im Park selbst befindet sich nur das auf den Tourismus ausgerichtete Dorf Whakapapa und im daran angrenzenden Skigebiet das lediglich aus Skihütten bestehende Iwikau Village.

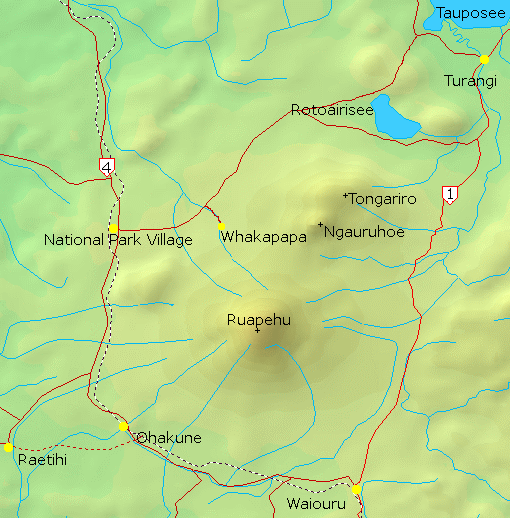
Tongariro-Nationalpark

Der Tongariro-Nationalpark ist von gut ausgebauten Straßen umschlossen, die auch ungefähr die Grenze des Nationalparks darstellen, und somit gut zu erreichen. Westlich führt der State Highway 4 über National Park Village vorbei, im Osten läuft der State Highway 1 von Taupō kommend parallel zum Fluss Tongariro. Die nördliche Verbindung zwischen diesen Straßen bietet der als Desert Road bekannte State Highway 47, die südliche der State Highway 49. Ebenfalls durch National Park Village und damit an der westlichen Grenze des Parks entlang führt die Eisenbahnstrecke von Auckland nach Wellington.

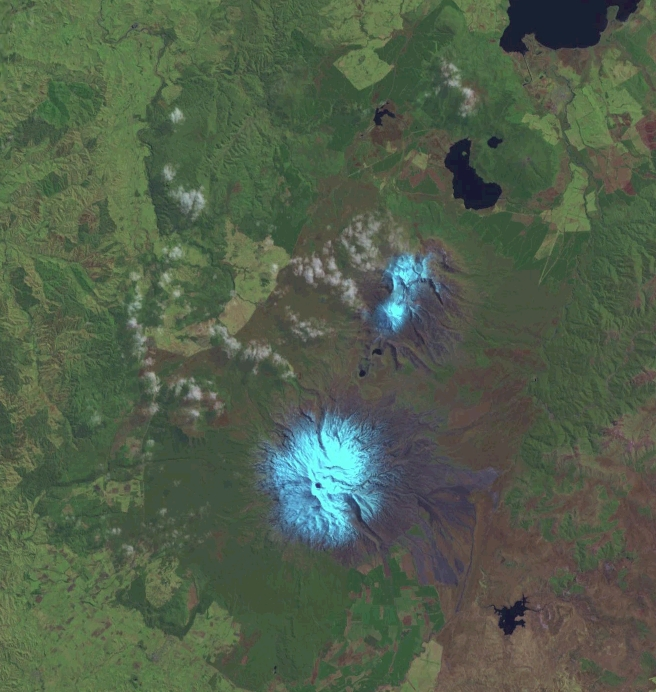
Satellitenfoto des Tongariro-Nationalparks

### Klima
Der Tongariro-Nationalpark liegt wie ganz Neuseeland in einer gemäßigten Klimazone. Die in Neuseeland vorherrschenden Westwinde nehmen über der Tasmansee Wasser auf. Da die Vulkane im Tongariro-Nationalpark abgesehen vom Mount Taranaki die erste größere Landerhebung auf der Nordinsel sind, regnen die Wassermassen hier ab und Regenfälle sind somit fast täglich zu beobachten. Die Unterschiede zwischen der West- und Ostseite sind nicht so groß wie beispielsweise in den Neuseeländischen Alpen, da die Vulkane nicht Teil eines größeren Gebirges sind und es zu einer Art Kamineffekt kommt. Die Ostseite Rangipo Desert ist jedoch wesentlich trockener, wie auf dem nebenstehenden Satellitenfoto gut zu erkennen ist.  In Whakapapa liegt der durchschnittliche Niederschlag bei 2200 mm im Jahr, in Ohakune bei 1250 mm und in höheren Lagen wie im Iwikau Village bei 4900 mm. Die Schneefallgrenze liegt normalerweise bei etwa 1500 m. Die Temperaturen schwanken, zum Teil sogar im Verlauf eines Tages, sehr stark. Sie können in Whakapapa während des ganzen Jahres unter den Gefrierpunkt fallen. Die Durchschnittstemperatur beträgt dort 13 °C, das Maximum liegt im Sommer bei 25 °C, das Minimum im Winter bei −10 °C. In einigen Sommern bleiben die Gipfel der drei Berge schneebedeckt, der Ruapehu weist stets Schneefelder auf und ist vergletschert.

## Geschichte
Die Gipfel der drei Vulkane sind für die örtlichen Māori von großer Bedeutung.
Um eine Ausbeutung der Berge durch die weißen Einwanderer zu verhindern, schenkte Te Heuheu Tukino IV (Horonuku), Oberhäuptling der Ngati Tuwharetoa, im Namen seines Stammes am 23. September 1887 den Kern des heutigen Nationalparks bestehend aus den Gipfeln des Tongariro, Ngauruhoe und Teilen des Ruapehu der britischen Krone unter der Auflage, dort eine Schutzzone zu schaffen. Dieses 26,40 km² umfassende Gebiet galt aber allgemein als zu klein, um einen Nationalpark nach dem Vorbild des Yellowstone-Nationalparks in Wyoming (USA) zu errichten, sodass noch weiteres Land hinzugekauft wurde. Als im Oktober 1894 das Tongariro-Nationalparkgesetz (Tongariro National Park Act) durch das neuseeländische Parlament verabschiedet wurde, sollte der Park etwa 252,13 km² umfassen, allerdings dauerten diese Landaufkäufe noch bis 1907 an. Als 1922 das Gesetz erneuert wurde, konnte diese Fläche auf 586,80 km² mehr als verdoppelt werden. Verschiedene Erweiterungen, vor allem die Aufnahme der außerhalb des eigentlichen Parks liegenden Gebiete 1975, haben den Park auf seine heutige Größe von 795,98 km² wachsen lassen. Die letzte Gesetzesänderung erfolgte 1980. Seit dessen Gründung 1987 untersteht der Park dem Department of Conservation.
Die ersten Aktivitäten im neu geschaffenen Tongariro-Nationalpark bestanden aus dem Bau einiger Hütten für Touristen Anfang des 20. Jahrhunderts. Erst mit der Erschließung der Eisenbahn um 1910 und dem Bau von Straßen in den 1930er Jahren wurde das Gebiet aber von einer großen Zahl Menschen besucht. Mit dem zweiten Tongariro-Nationalparkgesetz 1922 wurde dann der eigentliche Anfang einer aktiven Landschaftspflege gemacht. Es dauerte noch einmal bis 1931, bis der erste dauerhaft im Park lebende Aufseher seine Arbeit aufnahm. Allerdings wurde bereits in den 1920er Jahren die Straße im Whakapapatal ausgebaut und 1929 das als Chateau Tongariro bekannte Hotel errichtet, das bis heute das Zentrum von Whakapapa ist. Ebenfalls zu dieser Zeit, im Jahr 1923, wurde die erste Skihütte auf einer Höhe von 1770 m errichtet, später folgte eine Straße und 1938 die erste Liftanlage in diesem Gebiet. Diese frühe touristische Erschließung erklärt das für einen Nationalpark eher ungewöhnliche Vorhandensein eines dauerhaft bewohnten Dorfes und eines gut ausgebauten Skigebiets innerhalb der Parkgrenzen.
Anfang des 20. Jahrhunderts wurde von der Parkverwaltung Besenheide eingeführt, um die Moorhuhnjagd zu ermöglichen. Moorhühner wurden dann aber nie ausgesetzt, allerdings wuchert die Besenheide mittlerweile wild und stellt eine Bedrohung für das Ökosystem und die endemischen Pflanzen des Parks dar. Die Bemühungen gehen mittlerweile dahin, die weitere Verbreitung dieser Pflanze zu verhindern, da eine vollständige Ausrottung nicht möglich erscheint.
Im Januar 1991 hat die UNESCO den Tongariro-Nationalpark zum Weltnaturerbe erklärt. Zwei Jahre später erfolge auch die Ernennung zum UNESCO-Weltkulturerbe, nachdem im selben Jahr die Kriterien hierfür auf einer Konferenz in Berlin geändert worden waren und seitdem auch Kulturlandschaften diesen Status erlangen können. Zur Begründung hieß es, der Tongariro-Nationalpark sei direkt und fühlbar mit Ereignissen, gelebten Traditionen, Ideen und Überzeugungen von globaler Bedeutung verbunden, repräsentativ für die Kultur der Ngati Tuwharetoa, anfällig gegenüber irreversiblen Veränderungen, ein Repräsentant der Interaktion menschlicher Werte und kultureller Ideen über verschiedene Epochen hinweg, ein Ort, an dem bedeutende geologische und geomorphische Prozesse stattfinden sowie außergewöhnlicher Schönheit der Natur und hervorragender natürlicher Phänomene und ein Ort, der Werte von herausragende Bedeutung aus wissenschaftlicher und natur- beziehungsweise denkmalschützerischer Sicht enthält.
Verschiedene Szenen der Filmtrilogie Der Herr der Ringe wurden im Tongariro-Nationalpark gedreht. Nach den Dreharbeiten von Kampfszenen waren im Park später Sanierungsarbeiten erforderlich, um Schäden zu beseitigen. Der Mount Ngauruhoe ist als Schicksalsberg im Film zu sehen.

## Geologie

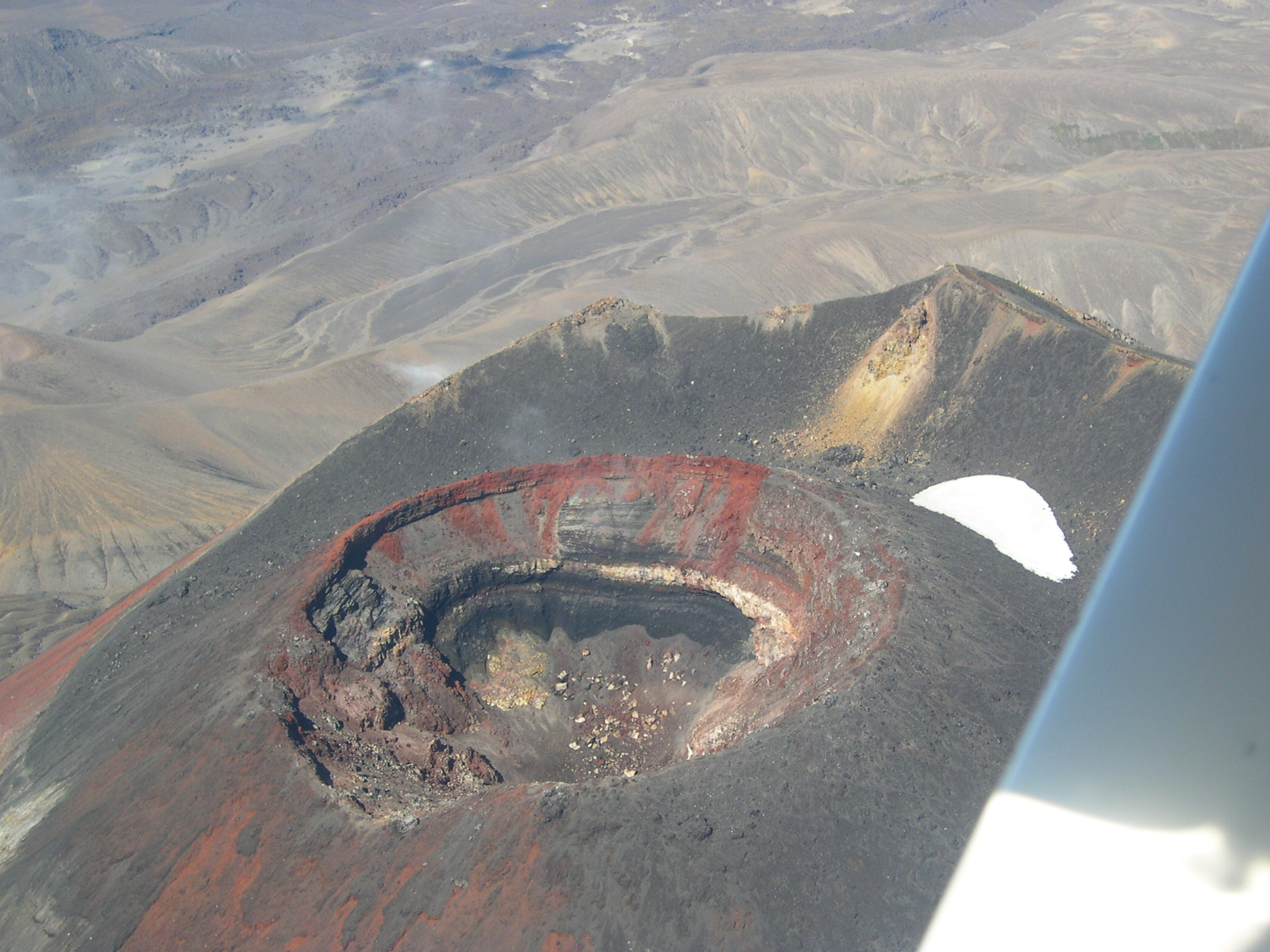
Blick in die Krateröffnung des Mount Ngauruhoe

Die drei Vulkanberge Tongariro, Ngauruhoe und Ruapehu bilden das südliche Ende einer 2500 km langen Kette von Vulkanen, die durch das Zusammentreffen der Pazifischen mit der Indisch-Australischen Platte entstanden sind. Alle drei Vulkane sind noch aktiv.

## Flora und Fauna
Der Tongariro-Nationalpark stellt einen rauen und in Teilen instabilen Lebensraum dar. Im Norden und Westen des Parks erstreckt sich auf einer Fläche von 30 km² bis zu einer Höhe von 1000 m ein Regenwald mit Steineibengewächsen, der den Ausbruch des Vulkans Taupō überlebt hat. In ihm findet man die Hall’s Totara (Podocarpus hallii), die Neuseeländische Warzeneibe (Dacrycarpus dacrydioides), den Buntlaubigen Kamahibaum (Weinmannia racemosa) und den Pahautea (Libocedrus bidwillii) sowie eine Vielzahl von epiphytischen Farnen, Orchideen und Pilzen. Der Pahautea bedeckt auch noch in höheren Lagen von bis zu 1530 m eine zusätzliche Fläche von 127,3 m². Weiterhin findet man in dieser Höhenlage einen 50 km² großen Buchenwald mit Roten Scheinbuchen (Nothofagus fusca), Silbernen Scheinbuchen (Nothofagus menziesii) und Bergsüdbuchen (Nothofagus solandri var. cliffortioides). Weitere 95 km² sind von einem Buschwerk aus Kanuka (Leptospermum ericoides), Manuka (Leptospermum scoparium), Tasmanischer Blatteibe (Phyllocladus aspleniifolius), dem Australheidegewächs Dracophyllum longifolium („Grasbaum“), Zackenmützenmoos (Racomitrium lanuginosum) und kleinen Südbuchen sowie der eingeführten Besenheide bedeckt. Im Nordwesten und rund um den Ruapehu findet man zwischen 1200 und 1500 m Höhe über größere Strecken (circa 150 km²) nur Büschel aus Chionochloa rubra, Grasbaum, Dracophyllum recurvum, Empodisma minus, Schoenus pauciflorus und Besenheide sowie den Gräsern Neuseelandschwingel (Festuca novaezelandiae) und Blaues Rispengras (Poa colensoi). Über 1500 m besteht das Gelände aus Steinen und Geröll und ist entsprechend instabil. Trotzdem siedeln sich dort immer wieder einige wenige Pflanzen an. Dazu zählen Dracophyllum recurvum, Schneesteineibe (Podocarpus nivalis), die Scheinbeerenart Gaultheria colensoi, Rytidosperma setifolium, Blaues Rispengras und Raoulia albosericea, die zusammen eine Fläche von 165 km² bedecken. Zwischen 1700 m und 2020 m gibt es vereinzelt auch noch verschiedene Parahebe-Arten, Gentiana gellidifolia und Hahnenfuß. Über 2200 m findet man dann aber nur noch Flechten.
In der Tierwelt, speziell bei den Wirbeltieren, sind vor allem die 56 verschiedenen Vogelarten von Bedeutung. Unter ihnen befinden sich so seltene endemische Arten wie Nordstreifenkiwi, Kaka, Saumschnabelente (Hymenolaimus malacorhynchus), Farnsteiger (Bowdleria punctata vealeae) oder auch Doppelbandregenpfeifer (Charadrius bicinctus) und Maorifalke (Falco novaeseelandiae). Häufig vertreten sind auch Tui (Prosthemadera novaeseelandiae), Maori-Glockenhonigfresser (Anthornis melanura), Neuseelandkuckuckskauz (Ninox novaeseelandiae), Maorigerygone (Gerygone igata), Fächerschwänze (Rhipidurinae) und Graumantelbrillenvogel (Zosterops lateralis). Eine weitere Besonderheit sind auch die beiden einzigen in Neuseeland endemischen Säugetierarten, die Kleine Neuseelandfledermaus (Mystacina tuberculata) und die Neuseeland-Lappenfledermaus (Chalinolobus tuberculatus).
Daneben wimmelt es im Tongariro-Nationalpark von Insekten wie Motten und Wetas.
Eine Bedrohung für diese Tiere wie auch für das gesamte Ökosystem stellen – wie in weiten Teilen Neuseelands – die von Europäern eingeführten Tiere wie Hausratte, Hermelin, Hauskatze und auch Wildkaninchen, verschiedene Echte Hasen, Fuchskusu und Rothirsch dar.

## Aktivitäten

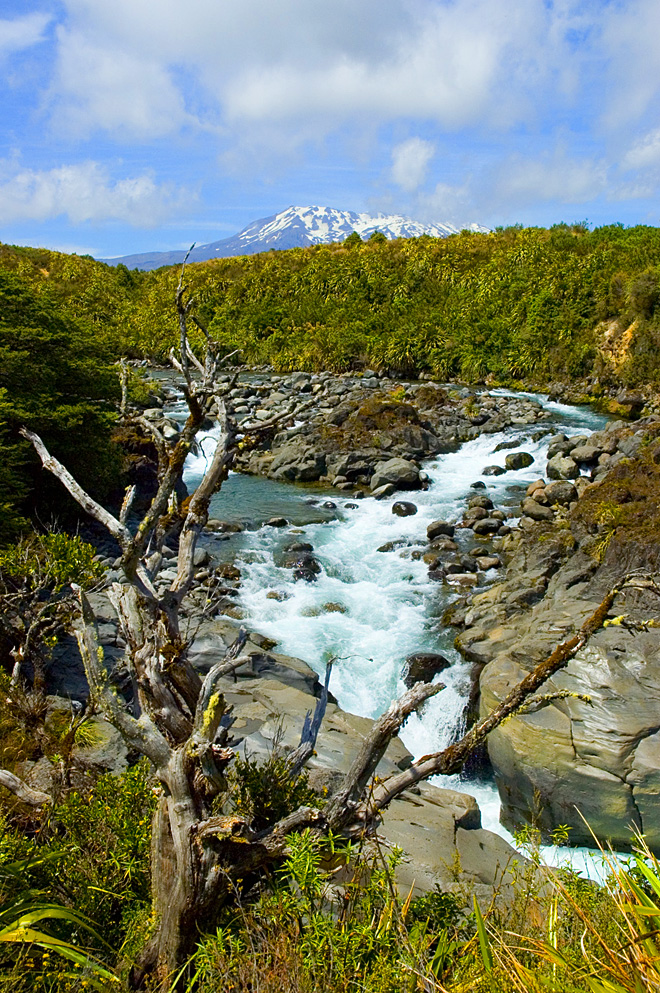
Bachlauf im Tongariro-Nationalpark

Die Hauptaktivitäten sind Wandern und Bergsteigen im Sommer beziehungsweise Skifahren und Snowboarden im Winter. Daneben gibt es noch die Möglichkeit zu jagen, zu angeln, Mountainbike zu fahren, zu reiten, zum Rafting und an Rundflügen über den Nationalpark teilzunehmen.
Die bekannteste Wanderroute im Tongariro-Nationalpark ist wohl der Tongariro Alpine Crossing, eine Eintageswanderung, die oft zu den schönsten weltweit gezählt wird. Die Strecke ist größtenteils ein Abschnitt des Tongariro Northern Circuit, einer zwei- bis viertägigen Wanderroute, die als eine von insgesamt neun Great Walks Neuseelands ausgewiesen wird. Es sind auf diesen Routen auch Seitenabstecher unter anderem zu den Gipfeln des Tongariro und Ngauruhoe möglich. Eine weitere Wanderroute ist der drei- bis sechstägige Round the Mountain Track um den Ruapehu. Daneben gibt es noch einige weitere kürzere Wanderrouten, die sich für Tagesausflüge lohnen. Mit diesem Streckennetz, drei Zeltplätzen, zwei Notunterkünften, neun frei zugänglichen staatlichen und vier privaten Hütten sowie den Einrichtungen in Whakapapa gilt der Park als touristisch erschlossen, ein weiterer Ausbau der Angebote ist derzeit nicht geplant.
Die Wanderrouten können im Winter auch als alpine Hochtouren gelaufen werden. Dies gilt für den Aufstieg zum Gipfel des Ruapehu ganzjährig. Daneben gibt es auch Möglichkeiten zum Bergsteigen.
Die Wintersportsaison fängt frühestens Ende Juni an und dauert höchstens bis Anfang November. Das größte Skigebiet (ebenfalls Whakapapa genannt) befindet sich am Westhang des Ruapehu. Es verfügt über 15 Lifte und eine Gesamtfläche von 55 km². Unmittelbar am Skigebiet befinden sich 47 private, von Vereinen betriebene Hütten, die aber meistens auch Nicht-Vereinsmitglieder aufnehmen. Die nächste Übernachtungsmöglichkeit ist dann am Fuße des Berges in Whakapapa. Nur wenig kleiner ist das Turoa genannte Skigebiet im Südwesten. Zwar verfügt es nur über neun Lifte, die Gesamtfläche ist aber mit 50 km² fast genauso groß. Direkt im Skigebiet findet sich keine Übernachtungsmöglichkeit, der nächstgelegene Ort ist Ohakune. Die beiden Skigebiete haben sich mittlerweile zusammengeschlossen, sodass beispielsweise der Liftpass in beiden Gebieten genutzt werden kann. Ein Liftbetrieb oder eine Abfahrt zwischen den Gebieten befindet sich noch in der Planung. Neben diesen beiden großen Skigebieten gibt es im Südosten noch das vom Desert Alpine Ski Club und vom Aorangi Ski Club privat betriebene Tukino Skigebiet. Es verfügt über zwei einfache Schlepplifte und ist 1,9 km² groß.

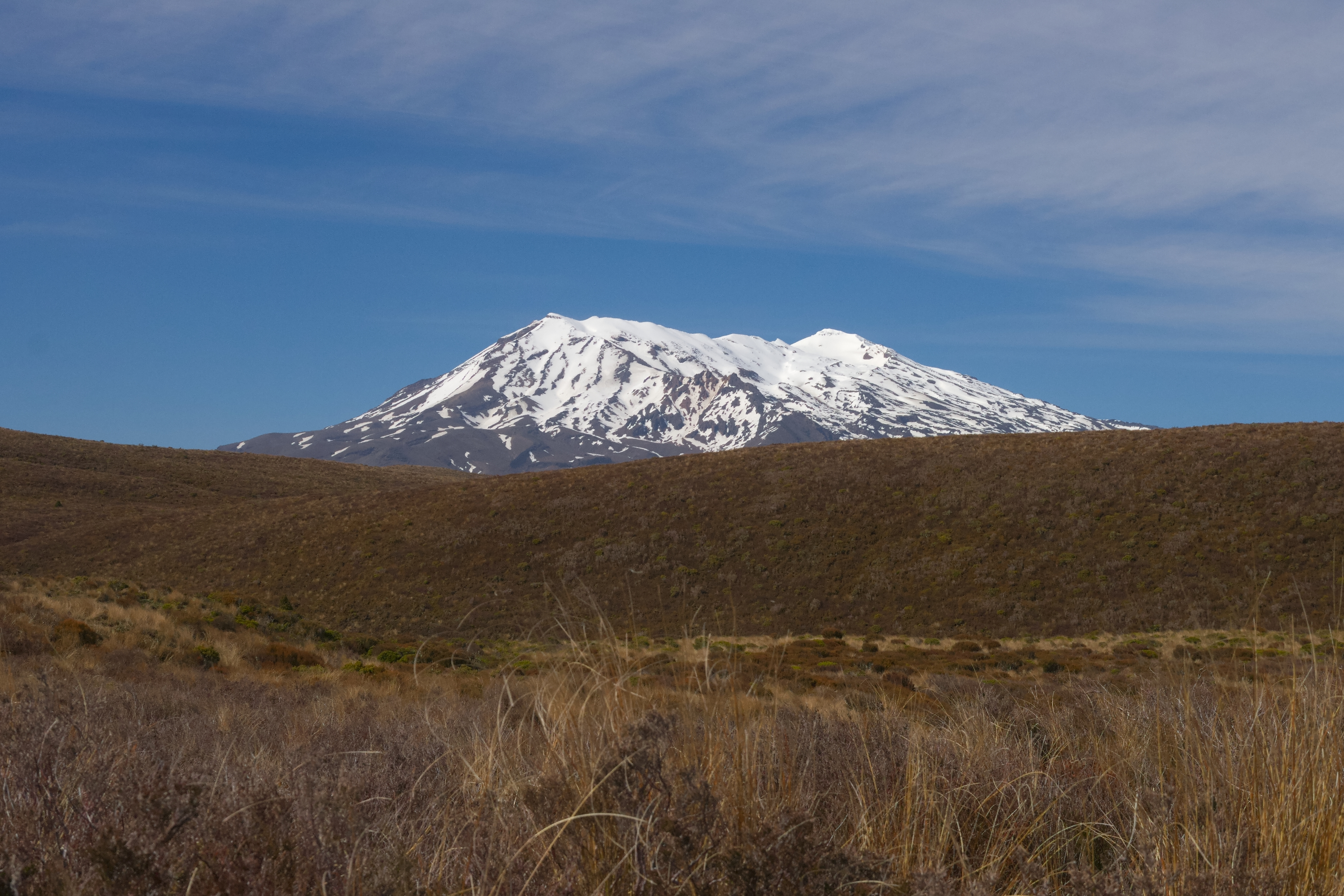
Mount Ruapehu
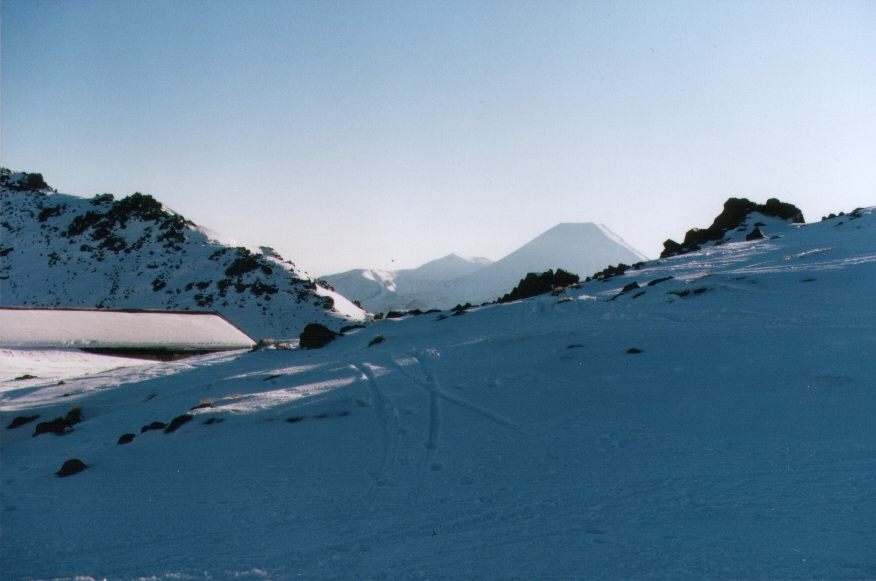
Mount Ngauruhoe
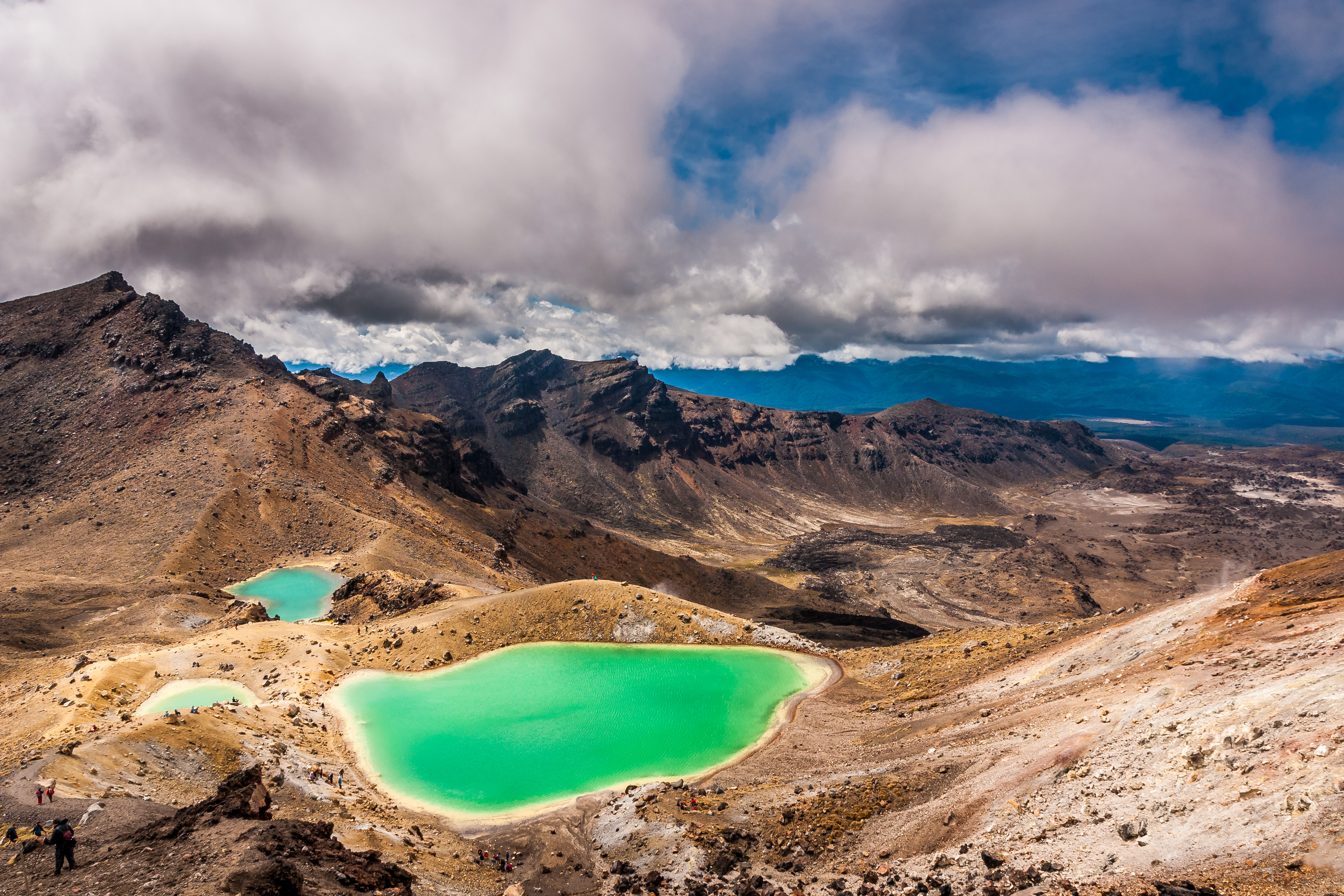
Emerald Lakes
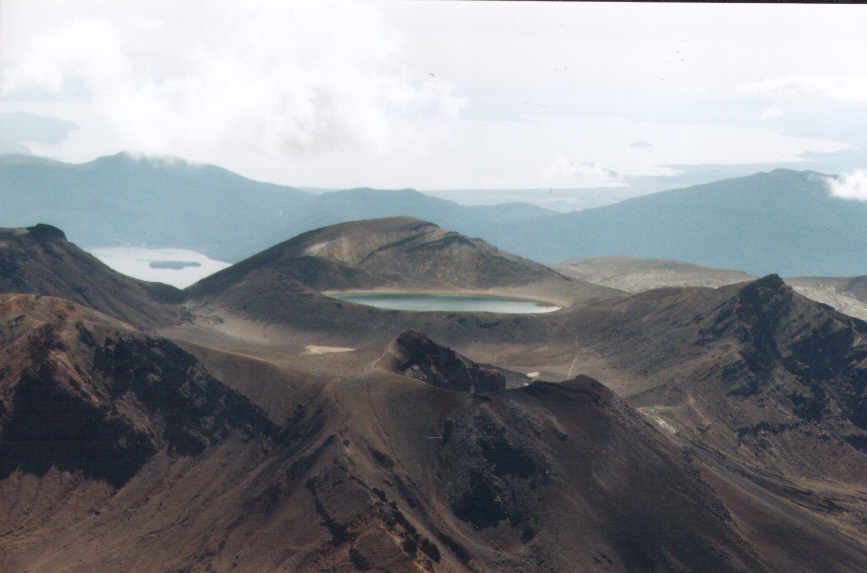
Mount Tongariro
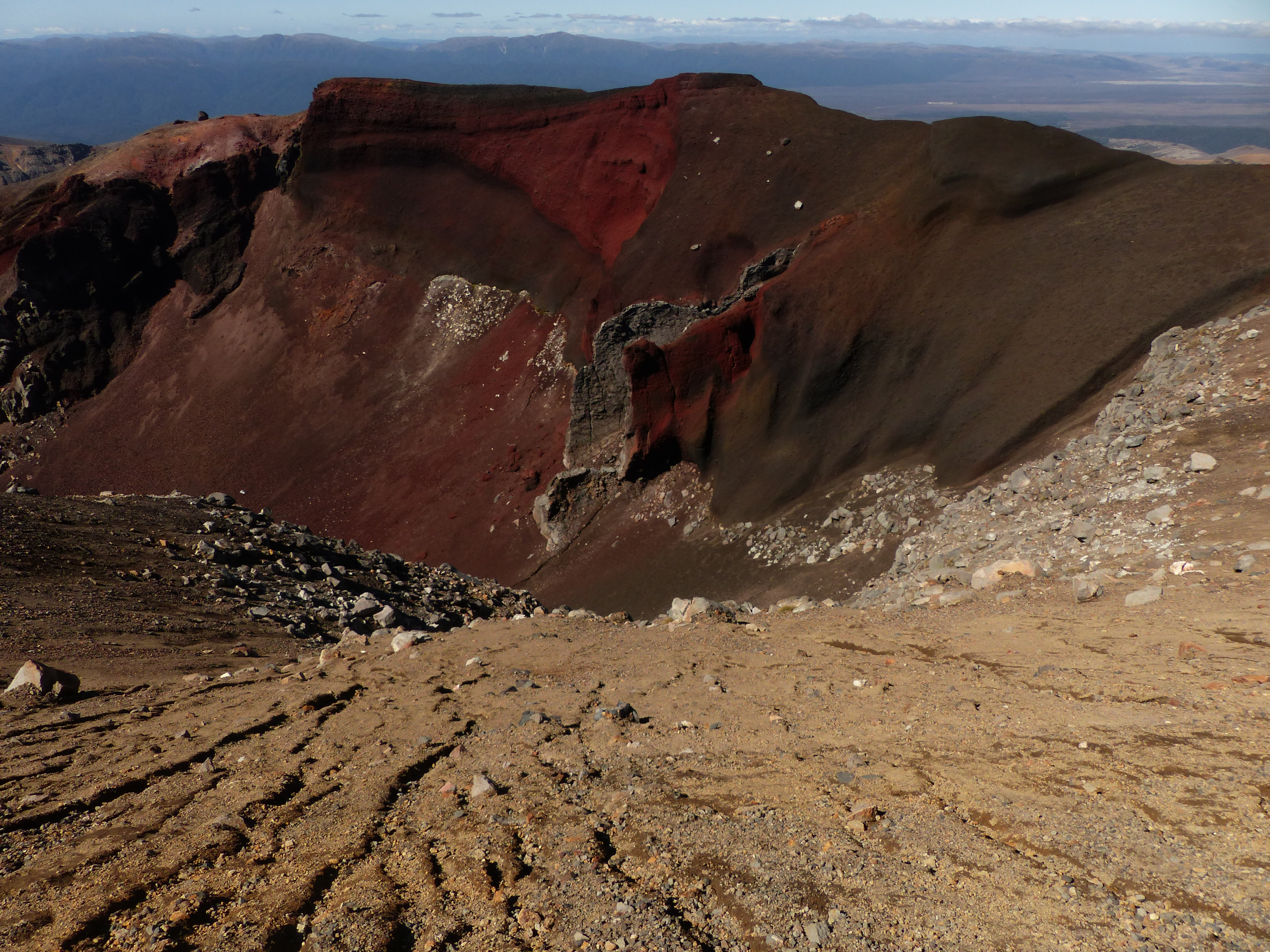
Kraterrand des Red Crater